# یواس‌اس رابائول (سی‌وی‌ئی-۱۲۱)
یواس‌اس رابائول (سی‌وی‌ئی-۱۲۱) (به انگلیسی: USS Rabaul (CVE-121)) یک کشتی بود که طول آن ۵۵۷ فوت (۱۷۰ متر) بود. این کشتی در سال ۱۹۴۵ ساخته شد.